# 1040-es évek
Évszázadok: 10. század · 11. század · 12. század
Évtizedek: 990-es évek · 1000-es évek · 1010-es évek · 1020-as évek · 1030-as évek · 1040-es évek · 1050-es évek · 1060-as évek · 1070-es évek · 1080-as évek · 1090-es évek
Évek: 1040 · 1041 · 1042 · 1043 · 1044 · 1045 · 1046 · 1047 · 1048 · 1049

## Események és irányzatok
- Az 1040-es évek során épül a pécsi Székesegyház

## Tudomány
- Apály-dagály malom.
- Kallómalom.
- Márványfűrész.
- Kendertörő.

## A világ vezetői
- Orseolo Péter magyar király (Magyar Királyság) (1038–1041)
- Aba Sámuel magyar király (Magyar Királyság) (1041–1044† )
- Orseolo Péter magyar király [másodszor] (Magyar Királyság) (1044–1046† )
- I. András magyar király (Magyar Királyság) (1046–1060† )